# Zamek w Vaduz
Zamek w Vaduz (niem. Schloss Vaduz) – zamek położony w Księstwie Liechtensteinu, wysoko nad stolicą kraju – Vaduz. Usytuowany jest na skale na wysokości 570 m n.p.m. Zamek jest siedzibą rodziny książęcej Liechtensteinów.
Najstarsza część zamku powstała prawdopodobnie jeszcze w XII wieku, a pierwsza oficjalna wzmianka o Schloss Vaduz pochodzi z 1322 roku, z dokumentu hrabiego Rudolfa II Werdenberg-Sargans. Pierwszym władcą rezydującym w Zamku Vaduz był prawdopodobnie Hartman III von Werdenberg-Sargans-Vaduz, który w wyniku podziału majątku rodu Werdenberg-Sargans otrzymał m.in. hrabstwo Vaduz. Od tamtego okresu na zamku rezydowali kolejni władcy hrabstwa Vaduz i później również Schellenberg, byli to kolejno: hrabiowie von Brandis − od 1416; hrabiowie von Sulz − od 1510; hrabiowie von Hohenems − od 1613.
W 1952 roku w Liechtensteinie wydano znaczek z widniejącym na nim zamkiem w Vaduz.